# Altzibar
Altzibar es una entidad de población española del municipio de Oyarzun, perteneciente a la provincia de Guipúzcoa, en la comunidad autónoma del País Vasco.

## Toponimia
El lugar puede aparecer referido como «Altzibar» y «Alcíbar».

## Historia
Hacia finales del siglo XIX, el lugar, ya por entonces perteneciente a Oyarzun, tenía contabilizada una población de 172 habitantes. Aparece descrito en el primer volumen del Diccionario geográfico, estadístico, histórico, biográfico, postal, municipal, marítimo y eclesiástico de España y sus posesiones de ultramar de Pablo Riera y Sans con las siguientes palabras:

ALCIBAR.—Barrio agreg. al ayunt. de Oyarzun, distante 1 kilómetro. Cuenta 172 hab. y 43 edif. Organización judicial.—Depende del part. jud. de San Sebastian, distante 11 kilómetros, y aud. territorial de Búrgos, de donde dista 200. Organización civil.—Pertenece al gobierno civil de Guipúzcoa, de cuya capital, que es San Sebastian, dista 11 kilómetros. Organización militar.—Corresponde á la c. g. de las Provincias Vascongadas y gobierno militar de San Sebastian. Organización económica.—Se halla sujeto á la admon. económica de su prov. en unio del ayunt. á que está agreg. Organización eclesiástica.—Depende de la dióc. de Pamplona, de donde dista 83 kilómetros. Servicio público.—Recibe la corr. por la línea férrea del Norte, estacion y cartería de Rentería. Obras públicas y medios de comunicacion.—Los caminos son los mismos que cruzan el término del ayunt. á que se halla agregado. Instruccion pública.—Hay una escuela á la que asisten de 15 á 20 niños de ambos sexos. Poblacion.—Se compone de casas de uno y dos pisos. Artes, oficios, industria.—Su industria es la agricultura. Situacion geográfica y topográfica.—Se encuentra situado este barrio en el término del ayunt. de Oyarzun, á que se halla agreg.
(Riera y Sans, 1881, pp. 304-305)

En 2022, la entidad singular de población tenía empadronados 1695 habitantes y el núcleo de población, 1290.